# Gülgöze
Gülgöze (arabisch Ayn al-Ward; syrisch ܥܝܢܘܪܕܐ, Inwardo; kurdisch Êwert) ist ein christlich-aramäisches Dorf im Landkreis Midyat der türkischen Provinz Mardin im Gebirgszug Tur Abdin.

## Lage
Gülgöze liegt etwa 79 km nordöstlich der Provinzhauptstadt Mardin und 14 km östlich von Midyat. Gülgöze ist nur durch eine fahrbare Route von Westen erreichbar. Umliegende Ortschaften sind wie folgt verteilt – Entfernungen sind angegeben für befahrbare Routen, bzw. in Klammern für die Luftlinienentfernung:
|                       | Bağlarbaşı 26 km (6 km)                     | Dargeçit 52 km (26 km) |
| Midyat 14 km          | Kompassrose, die auf Nachbargemeinden zeigt | Öğündük 56 km (24 km)  |
| Doğançay 22 km (6 km) | Kloster Mor Gabriel 33 km (11 km)           | Haberli 46 km (16 km)  |

## Bevölkerung
Viele syrisch-orthodoxe Aramäer verließen in den 1980er Jahren aufgrund des damals herrschenden Konflikts zwischen der türkischen Regierung und der PKK das Dorf und wanderten nach Europa aus. Heute besteht die Bevölkerung hauptsächlich aus Kurden, Mhallami und zum kleinen Teil aus Aramäern. Die Einwohnerzahl liegt seit einigen Jahren knapp über 200.